# El detectiu Conan vs. Kaito Kid
El detectiu Conan vs. Kaito Kid (名探偵コナン vs. 怪盗キッド, Meitantei Conan vs. Kaitō Kid) és una pel·lícula d'anime estrenada el 5 de gener de 2024. Es tracta d'una recopilació per promocionar la vint-i-setena pel·lícula d'El detectiu Conan, The Million Dollar Pentagram. S'ha doblat al català a càrrec de la distribuïdora Alfa Pictures.
La pel·lícula conté imatges d'episodis que mostren l'enfrontament entre en Conan i en Kaito Kid. Inclou noves versions d'escenes del capítol doble «En Conan contra en Kaito Kid el lladre», quan en Conan es va trobar amb Kaito Kid per primera vegada al terrat de l'hotel Haido City. També conté l'episodi 219 («Els detectius reunits. En Shinichi Kudo contra en Kid el lladre»), el 356 («El prodigiós caminar aeri d'en Kaito Kid») i el 473, titulat «Les aventures del jove Shinichi Kudo (II)». El primer tema musical del film es tracta del grup Wands.
Va ocupar el quart lloc en nombre d'espectadors durant els tres primers dies d'estrena. Durant el període de quatre dies, va atreure una audiència de 170.000 persones i va recaptar 239 milions de iens.

## Repartiment

### Repartiment de veus original
- Minami Takayama: Conan Edogawa, Aoko Nakamori
- Kappei Yamaguchi: Kaito Kid, Shinichi Kudo, Kaito Kuroba
- Wakana Yamazaki: Ran Mouri
- Akira Kamiya: Kogoro Mouri
- Naoko Matsui: Sonoko Suzuki
- Kenichi Ogata: Hiroshi Agasa